# 馬爾代夫超級足球聯賽
馬爾代夫超級足球聯賽（英語：Dhivehi Premier League）是馬爾代夫國內最高級別的足球聯賽賽事，聯賽成立於2015年，取代了舊有的馬爾代夫足球聯賽。目前一共有 8 隊角逐，拉迪恩成為首屆賽事冠軍。

## 聯賽制度
馬爾代夫超級足球聯賽目前有 8 隊角逐，會以兩回合形式進行一共 14 場比賽，聯賽最後一隊會直接降班，尾二球隊則需要進行附加賽來護級。另外，馬爾代夫一共可獲得 2 名出戰亞洲賽名額，聯賽冠軍可得到出戰亞洲足協盃小組賽資格，另一個席位則由盃賽冠軍獲得。
馬爾代夫球會並沒有自己所屬的主球場，所有聯賽賽事均會於首都馬累的國家足球場進行。

## 參賽球隊
2020–21賽季，馬爾代夫超級足球聯賽參賽隊伍共有 8 支。
| 中文名稱     | 英文名稱              | 上季成績      |
| ------------ | --------------------- | ------------- |
| 馬茲亞       | Maziya S&RC           | 第 1 位       |
| 伊高斯       | Club Eagles           | 第 2 位       |
| TC體育會     | T.C. Sports Club      | 第 3 位       |
| 綠色街道     | Club Green Streets    | 第 4 位       |
| 大格蘭特     | Da Grande Sports Club | 第 5 位       |
| 勝利聯隊     | United Victory        | 第 7 位       |
| 華倫西亞會   | Club Valencia         | 乙組，第 1 位 |
| 超級聯體育會 | Super United Sports   | 乙組，第 2 位 |

## 歷屆冠軍
以下為歷屆聯賽冠軍：
- 2015：拉迪恩
- 2016：馬茲亞
- 2017：拉迪恩
- 2018：TC體育會
- 2019–20：馬茲亞
- 2020–21：馬茲亞
- 2022：馬茲亞
- 2023：馬茲亞

## 外部連結
- maldivesoccer.com（英文）